# Ункітешть (залізничне селище)
Ункітешть (рум. Unchitești) — залізничне селище у Флорештському районі Молдови. Входить до складу комуни, адміністративним центром якої є село Кухурештій-де-Сус.

## Населення
За даними перепису населення 2004 року у селі проживала 121 особа.
Національний склад населення села:
| Національність | Кількість осіб | Відсоток |
| -------------- | -------------- | -------- |
| молдавани      | 79             | 65,3%    |
| українці       | 40             | 33,1%    |
| росіяни        | 2              | 1,7%     |
| Всього         | 121            | 100%     |